# 聖雅各福群會

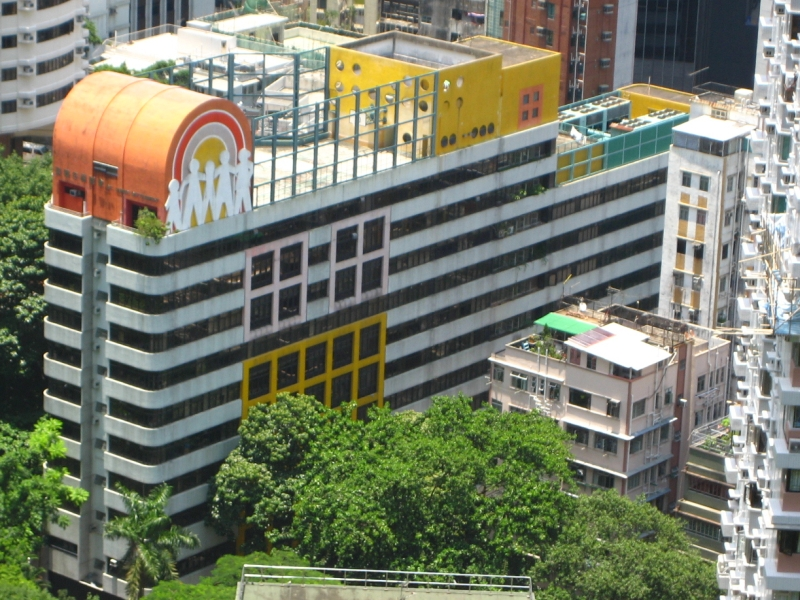
聖雅各福群會多元化社區服務中心

聖雅各福群會，是香港的一個慈善机构，總部建築物在灣仔石水渠街。聖雅各福群會現時是香港公益金受惠成員之一，接近3成經費來自社會福利署。

## 歷史
聖雅各福群會由聖公會何明華會督及熱心人士在1949年創辦，最初名為「聖雅各兒童會」，於石水渠街北帝廟的一個偏廳開始推行兒童工作。於1963年在堅尼地道建成6層高會所（稱為「舊大廈」），服務漸趨多元化，由兒童及青少年服務拓展至長者及復康服務。1987年位於石水渠街的總會落成啟用。1990年開辦現時稱為「中西區長者地區中心」的首個灣仔區以外服務單位，其後陸續發展其他新服務單位，主要分佈於港島北岸，由西環至柴灣，共有20多個單位，為不同地區人士提供服務。

## 組織結構

### 執行委員會（2022-2023年度）[1]
| 會長 - 陳謳明 大主教 主席 - 李國寶 博士 副主席 - 李民斌 先生 義務秘書 - 白仲安 先生（Mr. John R. Budge） 義務司庫 - 麥文彬 先生（Mr. Robert E. McBain） 會牧 - 梁秀珊 牧師 | 委員 - 區志偉先生 - 陳炳釗博士BBS - 鄭慧恩女士 - 趙貫之先生 - 邱令智先生 - 林鉅津醫生 - 謝子和主教 - 梁錦民先生 - 梁萬福醫生 - 何淑珊博士 - 劉冼靜儀女士 - 王紫珊女士 |

## 服務

### 持續照顧
前身為「安老服務」的「持續照顧服務」始於1967年，主要服務社區長者及推動敬老社區活動，還包括院舍照顧、健康服務、護老者服務、復康治療和為認知障礙症患者提供服務等。
- 社區支援服務
  - 長者地區中心
    - 灣仔長者地區中心
    - 中西區長者地區中心
- 家居及社區照顧服務
- 院舍照顧服務
  - 真光護老之家
  - 雅明灣畔護養院：於2005年底從社會福利署投標獲得承辦權的長者院舍，可容納120位長者，於2006年中啟用。

### 家庭及輔導
「家庭服務」始於1971年，除為有需要的人士及家庭提供個案輔導外，還包括綜合家庭服務中心、露宿者服務、單身人士宿舍、臨床心理服務及駐屋宇署支援服務隊。
- 灣仔綜合家庭服務中心 （页面存档备份，存于）：主要為灣仔區和跑馬地區居住的人士和家庭提供一站式的家庭服務。
- 露宿者綜合服務（西安中心）

### 青年
前身為「學校社會工作服務」的「青年服務」於2001年成立，為6-24歲的兒童及青少年及其家庭成員提供多元化服務。
- 青萌銅鑼灣綜合服務中心：聖雅各福群會首間綜合青少服務中心，於2001年成立。
- 賽馬會青萌柴灣綜合服務中心 ：於2003年成立，其後獲得香港賽馬會資助中心現代化工程，於2005年完成揭幕。
- 柴灣學童課餘託管中心
- 學校社會工作服務
- 服務拓展
- 青苗新天地
- 感恩行動網

### 社區中心
前稱「社區發展服務」成立於1987年，於2007年4月1日更名為「社區中心服務」，服務包括可持續的社區參與建設、社區經濟互助計劃、深入就業援助計劃、單親家居維修服務和九鐵「連線城市」研究計劃等，服務範圍由灣仔擴展至全港。
- 中心服務 
  - 社交活動團隊
  - 詢問處服務團隊
  - 支援服務團隊
- 社區發展服務
  - 深入就業援助計劃、合作社及就業服務
  - 社區經濟互助計劃及社會企業
  - 古蹟保存及可持續發展
    - 灣仔民間生活館：於2004年獲得可持續發展基金贊助，同年向地政總署申請租用藍屋地舖，作生活館館址，於2007年2月正式開幕。

  - 地區發展

### 復康
聖雅各福群會由1973年開始為弱能人士提供服務，首辦庇護工場，並於1987年成立「復康服務」前身的「復康部」。為配合服務發展需要，復康服務於2017年重組，成立了「工作•健康」、「樂活•融和」及「體驗•參與」三個發展方向的團隊，繼續為復康人士提供整全服務。

### 企業拓展
聖雅各福群會於2003年成立「企業拓展」，拓展自負盈虧服務及發動各界參予社會服務行列，整合資源，服務社群。 
服務
- 延續教育中心 （页面存档备份，存于）：自負盈虧的「社會服務」單位，提供兒童課程、本地專業培訓課程、NPL執行師證書課程及催眠治療師課程。
- 學童課餘託管中心 （页面存档备份，存于）：給小學一年級至六年級學生提供功課輔導及課外活動，有膳食供應。
- 幼兒服務 
  - 麥潔蓮幼稚園/幼兒中心
  - 銅鑼灣幼稚園/幼兒中心
  - 寶翠園幼稚園/幼兒中心
- 樂寧兒童發展中心 （页面存档备份，存于）：為有特殊學習需要兒童提供一站式專業輔導服務。
- 內地事工

協作
- 機構協作
- 服務推廣
- 企業培訓中心：為香港、國內及海外的商業與公營機構，提供專業的員工培訓及顧問服務。
- 健康服務：一項自負盈虧的服務，提供各類健康服務，包括牙科診所、身體檢查、專科診所、LPG健膚纖體療程及肩膊按摩等，亦提供多種健身康體服務。
  - 綜合醫療保健中心
  - 永嘉諾健體中心
  - 美容中心（SJS Beauty Centre）
  - 營養輔導及顧問服務
- 慈惠計劃 
  - 眾膳坊：為未能承擔日常膳食開支的低收入人士及家庭提供緊急及短暫的膳食援助。
  - 電器贈長者計劃
  - 電費助貧弱
  - 到戶理髮服務
  - 家居維修服務
  - Green Ladies
  - 松柏之聲 （页面存档备份，存于）：創刊於1976年，是全球首份、最長壽兼全世界發行的老人免費贈閱讀物。
  - 「後顧無憂」規劃服務
  - 頤康小組日間照顧服務
  - 助學改變未來：透過與企業伙伴合作，為3-15歲的匱乏兒童改善學習資源，進而減少跨代貧窮的負面影響。
- 新服務拓展 
  - 長期照顧管理系統

### 服務單位
灣仔
- 聖雅各福群會（總會）：灣仔石水渠街

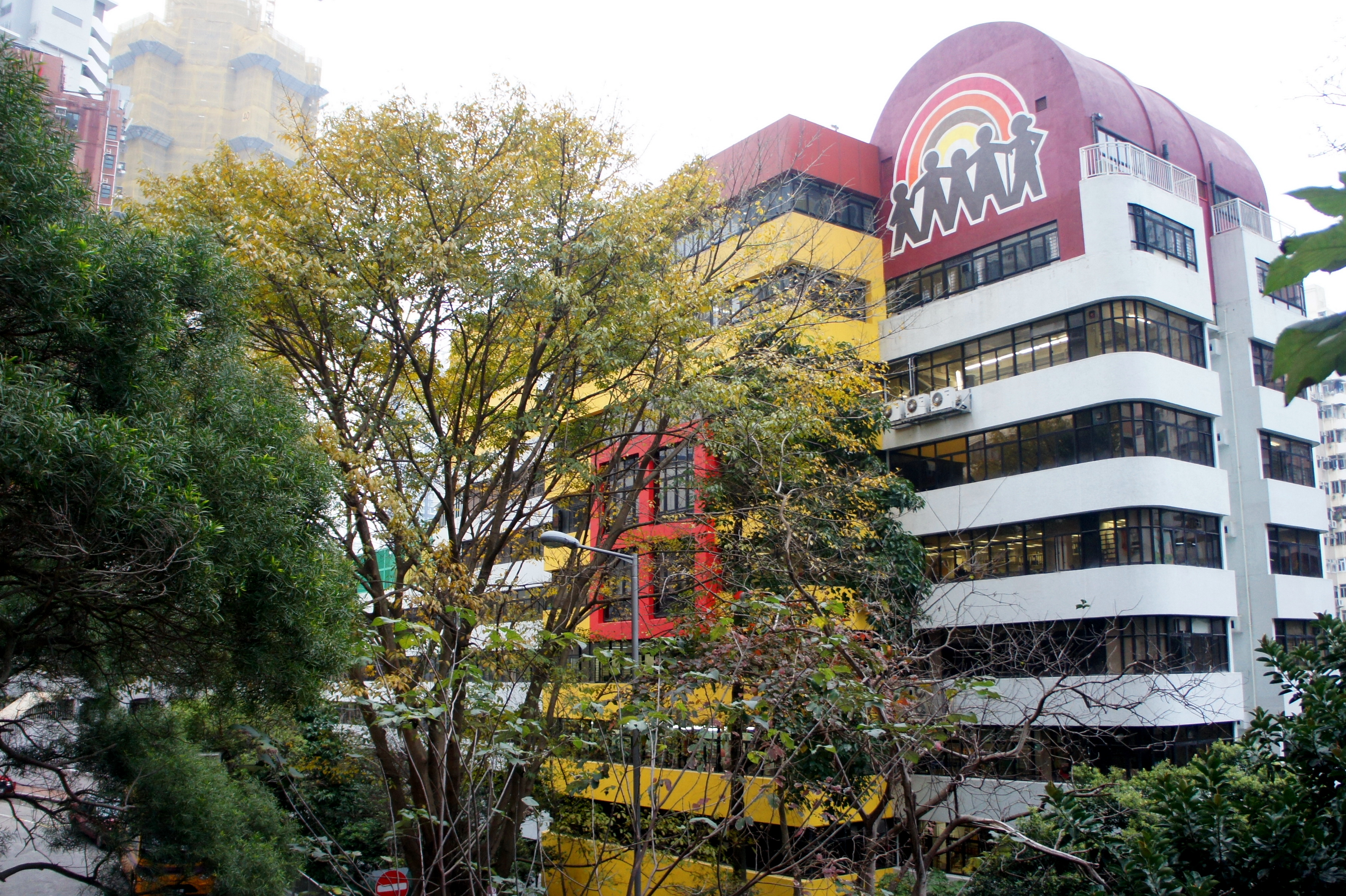
從堅尼地道望向位於石水渠街的聖雅各福群會多元化社區服務中心

- 聖雅各福群會學童課餘託管中心：灣仔堅尼地道
- 聖雅各福群會麥潔蓮幼稚園/幼兒中心：灣仔堅尼地道
- 聖雅各福群會李節街宿舍：灣仔李節街
- 聖雅各福群會真光護老之家：灣仔堅尼地道

西環
- 聖雅各福群會寶翠園幼稚園/幼兒中心：西環卑路乍街
- 聖雅各福群會深入就業援助計劃：西環輔道西
- 聖雅各福群會雅逸居及雅逸綜合發展中心
- 聖雅各福群會健智支援服務中心：西環德輔道西
- 關接治療及保健中心：西環德輔道西
- 中西區改善家居及社區照顧服務隊：西環德輔道西
- 聖雅各福群會露宿者綜合服務隊（西安中心）：西營盤西安里
- 聖雅各福群會中西區市區重建社區服務隊：西營盤西邊街

上環
- 聖雅各福群會中西區長者地區中心：皇后大道中上環市政大廈

中環
- 高效學習輔導中心：皇后大道中中環中心

銅鑼灣
- 聖雅各福群會銅鑼灣幼稚園/幼兒中心：銅鑼灣伊榮街
- 聖雅各福群會銅鑼灣綜合家居照顧服務隊：銅鑼灣銅鑼灣道
- 聖雅各福群會浣紗長者中心：大坑浣紗街
- 雅各福群會青年服務辦事處：銅鑼灣勵德邨
- 雅各福群會青萌銅鑼灣綜合服務中心：銅鑼灣勵德邨

跑馬地
- 聖雅各福群會跑馬地綜合服務隊：跑馬地成和道

北角
- 聖雅各福群會退休人士中心：北角福蔭道

筲箕灣
- 聖雅各福群會雅明灣畔護養院：筲箕灣愛東邨

柴灣
- 聖雅各福群會朗逸居及朗逸綜合服務隊：柴灣興華（一）邨
- 聖雅各福群會賽馬會青萌柴灣綜合服務中心：柴灣興華邨二期
- 聖雅各福群會柏逸長者日間照顧中心：柴灣興華邨二期

## 相關
- 香港聖公會香港島教區
- 何明華
- 上環市政大廈
- 西區社區中心
- 社區經濟互助計劃
- 天比高創作伙伴
- 大埔滘山洪暴發事件

## 外部連結
- 聖雅各福群會 官方網址 （页面存档备份，存于）
- 聖雅各福群會 社區發展服務